# Теки, Тесфальдет
Тесфальдет Симон Теки (швед. Tesfaldet Simon Tekie; 4 июня 1997 года, Гётеборг) — шведский футболист, полузащитник. клуба «Хаммарбю». Выступал за сборную Швеции.

## Клубная карьера
С 2013 года являлся игроком «Норрчёпинга». Первоначально выступал за вторую городскую команду — «Сюльвия», с сезона 2015 года — футболист основной команды. В чемпионате Швеции дебютировал 5 апреля 2015 года в поединке против «Эребру», выйдя на замену на 29-й минуте вместо Никласа Беркрота. Вместе с командой стал чемпионом страны. В сезоне 2016 года сыграл 12 поединков, будучи футболистом основы.

## Карьера в сборной
Является игроком юношеских сборных Швеции всех возрастов. Принимал участие в отборочных турнирах к чемпионату Европы среди юношей, однако в финальной части участия не принимал.

## Достижения
«Норрчёпинг»
- Чемпион Швеции: 2015